# آهنگ جاسوس: نهایی
آهنگ جاسوس: نهایی فیلمی ژاپنی در سبک کمدی اکشن به کارگردانی تاکاشی میکه محصول سال ۲۰۲۱ است. فیلمنامه این کار را کانکورو کودو بر اساس مجموعه مانگای موگورا نو اوتا اثر نوبورو تاکاهاشی نوشت. این واپسین فیلم از سه‌گانه‌ای است که با آهنگ جاسوس: مأمور مخفی ریجی محصول سال ۲۰۱۳ آغاز شد و پس از آن نیز آهنگ جاسوس: کاپریس هنگ کنگی در سال ۲۰۱۷ منتشر شد. داستان فیلم در مورد مأمور مخفی ریجی است که می‌خواهد جلوی قاچاق مواد مخدر توسط مافیای ایتالیایی را که آن را به شکل پاستای ایتالیایی به ژاپن قاچاق می‌کنند، بگیرد.